# Rindal
Rindal är en kyrkby som utgör centralort och enda tätort i Rindals kommun i Trøndelag fylke i mellersta Norge. Orten ligger vid fylkesväg 65, där de båda vattendragen Sunna och Rinda förenar sig till älven Surna. Här finns Rindals kyrka.